# Stygnomma larense
Stygnomma larense is een hooiwagen uit de familie Stygnommatidae.